# Hyalellopsis setosa
Hyalellopsis setosa is een vlokreeftensoort uit de familie van de Acanthogammaridae. De wetenschappelijke naam van de soort is voor het eerst geldig gepubliceerd in 1915 door Sowinsky.